# Settore (Isola)
Settore (in sloveno Cetore) è un insediamento (naselje) della municipalità di Isola nella regione statistica del Litorale-Carso in Slovenia.
Il nome dell'insediamento è stato cambiato da Settore-Cetore a Vinica nel 1957. Il nome Vinica fu cambiato dai nazionalisti sloveni in riferimento al villaggio natale del poeta sloveno Oton Župančič, nato a Vinica. Il nome Cetore-Settore venne ripristinato nel 1988.